# Varsajärvi
Varsajärvi är en sjö i Finland. Den ligger i kommunen Paldamo i landskapet Kajanaland, i den centrala delen av landet, 500 km norr om huvudstaden Helsingfors. Varsajärvi ligger 154,8 meter över havet. Den ligger vid sjön Kangasjärvi. Arean är 68,7 hektar och strandlinjen är 4,43 kilometer lång. Sjön  ingår i Uleälvens huvudavrinningsområde. 